# Два Кольори (музичний альбом Two Colors)
Два кольори (1989), англ. Two Colors — музичний альбом українських народних пісень Квітки Цісик. Назва походить від однієї з пісень «Два кольори» О. Білаша.

## Трек-лист
1. «Де ти тепер?» / музика : Ігор Шамо, слова : Дмитро Луценко/ — 3:36
2. " Черемшина " (Весняна пісня) / музика : Василь Михайлюк, слова : Микола Юрійчук/ — 4:15
3. «Коломийка» / музика та слова : народні/ — 2:36
4. «Тече річка» / музика та слова : народні/ — 3:06
5. " При ватрі " / музика : Юрій Старосольський, слова : Юрій Пясецький/ — 3:08
6. «Я піду в далекі гори» / музика та слова : Володимир Івасюк / — 6:17
7. «Ой заграли музики» / музика та слова : народні/ — 3:04
8. « Два кольори» / музика : Олександр Білаш, слова : Дмитро Павличко / — 5:11
9. «Кохання» / музика : Ігор Білозір, слова : Петро Запотічний/ — 4:17
10. «Верше, мій верше» / музика і слова : народні/ — 5:01
11. «Колись дівчино мила» / музика та слова : народні/ — 2:00
12. «І снилося» / музика та слова : народні/ — 1:24
13. «На городі керниченька» / музика і слова : народні/ — 0:43
14. «Ой не світи місяченку» (пісня до місяця) / музика і слова : народні/ — 2:05
15. «Журавлі» (Летять журавлі) / музика : Лев Лепкий, слова : Богдан Лепкий / — 4:15

## Персоналії
- Весь вокал: Квітка Цісик
- Класичні та сталеструнні гітари: С. Скаф
- Соло фортепіано: Марія Цісик
- барабани: Ронні Зіто
- Акустичний бас: Джон Біл
- Фортепіано і Селеста: Кеннет Ашер, Пет Ребілло
- Арфа: Маргарет Росс
- Ударні: Сью Еванс
- синтезатори: Дж. Лоуренс
- Соло кларнета: Едді Деніелс
- Концертмейстер: М.Еллен
- Скрипки: А.Аджемян та ін.
- Альти: Дж. Барбер та ін.
- Віолончель: E. Moye тощо.
- Виконавчий продюсер: Ед Раковиц
- Продюсери: Ед Раковиц, Джек Кортнер
- Аранжування та диригент: Джек Кортнер
- Цифровий запис і зведення: Ед Раковиц, Clinton Recording Studios, Нью-Йорк
- Координатор альбому: Д. Монсей
- DDD. Вироблено в США. ISBN KMCD 1002